# سون-یی پره‌وین
سون-یی پره‌وین (انگلیسی: Soon-Yi Previn؛ زادهٔ ۸ اکتبر ۱۹۷۰) بازیگر اهل ایالات متحده آمریکا است.
او دخترخواندهٔ میا فارو و آندره پره‌وین و همسر فعلی وودی آلن است.
از فیلم‌ها یا برنامه‌های تلویزیونی که وی در آن نقش داشته است، می‌توان به وایلد من بلوز اشاره کرد.